# نقش يحملك

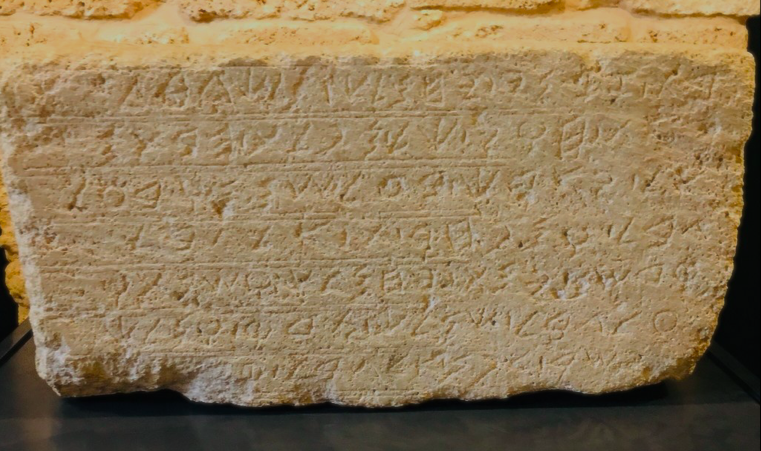
نقش يحملك الفينيقي في متحف قلعة جبيل

نقش يحملك نقش فينيقي (رمز: KAI 4 أو TSSI III 6) نُشر في سنة 1930 م،   موجود حاليا في متحف قلعة جبيل .نُشر في كتاب حفريات جبيل Fouilles de Byblos لموريس دوناند (المجلد الأول، 1926-1932، الأعداد 1141، اللوحة الحادية والثلاثون). يعود تاريخه إلى القرن 10 قبل الميلاد ، ويحتوي على أقدم إشارة فينيقية معروفة إلى بعلشميم . 
يرد النص المكتوب كما يلي:  
| سطر | نقحرة                      | ترجمة                             |
| --- | -------------------------- | --------------------------------- |
| 1   | بت ز بني يحملك ملك جبل     | المعبد هذا بنى يحملك ملك جبيل     |
| 3-2 | هات حوي كل مپلت هبتم / عل  | هو أعاد ترميم كل أنقاض المعابد    |
| 4-3 | يارك بعل-شمم وبعلـ(ـت) جبل | فليطيلوا بعل شميم، وبعلـ(ـت) جبيل |
| 5-4 | ومپحرت عل جبل / قدشم       | وجماعة جبيل المقدسين              |
| 6-5 | يمت يحملك وشنتو / عل جبل   | أيام يحملك وسنيه على جبيل         |
| 7-6 | ك ملك صدق وملك / يشر       | لأن ملك صديق وملك / بار           |
| 7   | لپن عل جبل قدشم [هي]       | أمام مقدسي جبيل هو                |

## هوامش
1. ↑  موريس دوناند, Nouvelle Inscription Phénicienne Archaique, RB 39 (1930): 321–331. نسخة محفوظة 2023-05-28 على موقع واي باك مشين.
2. ↑  "Middle East Kingdoms- Ancient Central Levant States". Kessler Associates. مؤرشف من الأصل في 2024-04-16. اطلع عليه بتاريخ 2017-05-23.
3. ↑  Dunand, Maurice (1939). Fouilles de Byblos: Tome 1er, 1926-1932 [The Byblos excavations, Tome 1, 1926–1932]. Bibliothèque archéologique et historique (بالفرنسية). Paris: Librarie Orientaliste Paul Geuthner. Vol. 24. Archived from the original on 2023-10-04. and Dunand, Maurice (1937). Fouilles de Byblos, Tome 1er, 1926–1932 (Atlas) [The Byblos excavations, Tome 1, 1926–1932 (Atlas)]. Bibliothèque archéologique et historique (بالفرنسية). Paris: Librarie Orientaliste Paul Geuthner. Vol. 24. Archived from the original on 2023-10-04 – via https://gallica.bnf.fr. {{استشهاد بكتاب}}: روابط خارجية في |عبر= (help)
4. ↑  van der Toorn، K.؛ Becking، B.؛ van der Horst، P.W. (1999). Dictionary of Deities and Demons in the Bible. Eerdmans Publishing Company. ص. 150. ISBN:978-0-8028-2491-2. مؤرشف من الأصل في 2023-10-04. اطلع عليه بتاريخ 2022-01-30.
5. ↑  Donner، Herbert؛ Rölig، Wolfgang (2002). Kanaanäische und aramäische Inschriften (ط. 5). Wiesbaden: Harrassowitz. ص. I, 1.
6. ↑  Krahmalkov، Charles R. (2000). Phoenician-Punic Dictionary. Leuven: Peeters / Departement Oosterse Studies. ص. 106, 129, 179, 218. ISBN:90-429-0770-3.